# Maltas internationella flygplats
Maltas internationella flygplats (IATA: MLA, ICAO: LMML) (maltesiska: Ajruport Internazzjonali ta' Malta) är Maltas enda internationella flygplats belägen på ön Malta, 5 kilometer sydväst om centrala Valletta mellan orterna Luqa och Gudja.
Flygplatsen är ett flygnav för flygbolaget KM Malta Airlines och en bas för Ryanair.